# Medal za Kampanię Chińską
Medal za Kampanię Chińską (ros. Медаль «За поход в Китай») – rosyjskie odznaczenie państwowe nadawane uczestnikom walk w Chinach w latach 1900–1901.

## Historia
Odznaczenie zostało ustanowione ukazem nr 140 cara Mikołaja II z dnia 6 maja 1901 roku dla nagrodzenia uczestników działań wojennych w latach 1900–1901 na terenie Chin w czasie walki rosyjskich oddziałów interwencyjnych z oddziałami chińskimi podczas powstania bokserów.
Medal posiadał jeden stopień, lecz występował w dwóch wersjach – srebrnej i z jasnego brązu.

## Zasady nadawania
Medal miał dwie wersje. Srebrna nadawana była żołnierzom i marynarzom uczestniczącym bezpośrednio w działaniach wojennych na terenie Chin, a w szczególności uczestnikom obrony Harbinu w 1900 roku, walkach w rejonie Błagowieszczeńska w czerwcu 1900 roku, zdobycia fortu Dagu, zdobycie Pekinu w 1901 roku oraz innych walk na terenie Chin. Medal ten nadawano także kapelanom, lekarzom, pielęgniarkom i urzędnikom o ile wchodzili w skład oddziałów walczących na terenie Chin.
Wersja z jasnego brązu nadawana była urzędnikom oraz żołnierzom i marynarzom, którzy w latach 1900–1901 znajdowali się na terenie Chin, ale nie uczestniczyli w bezpośrednich walkach.

## Opis odznaki
Odznaką medalu jest okrągły medal o średnicy 28 mm wykonany ze srebra lub jasnego brązu.
Na awersie medalu monogram cara Mikołaja II, a nad nim znajduje się carska korona..
Na rewersie medalu wzdłuż krawędzi znajduje się napis w języku starocerkiewnym ЗА ПОХОДЪ ВЪ КИТАЙ (pol. „Za wyprawę do Chin”). W środku lata 1900–1901, a poniżej skrzyżowana szabla, karabin oraz kotwica.
Medal zawieszony był na wstążce w barwach będących połączeniem barwy Orderu św. Andrzeja i Orderu św. Włodzimierza, w kolorach niebieskim, czarnym, czerwonym i czarnym.